# МКС-67
МКС-67 — шестьдесят седьмая долговременная экспедиция Международной космической станции (МКС), которая началась 30 марта 2022 года, 07:21 UTC в момент отстыковки корабля «Союз МС-19». Экспедиция начала работу в составе семи человек, перешедших из экипажа МКС-66.
27 апреля 2022 года, 23:37 UTC в момент стыковки корабля SpaceX Crew-4 экспедицию пополнили ещё четыре члена экипажа. 5 мая 2022 года, 05:20 UTC корабль SpaceX Crew-3 с четырьмя предыдущими членами экипажа отстыковался от станции и вернулся на Землю 6 мая 2022 года, 04:43 UTC.
21 сентября 2022 года, 17:06 UTC экспедицию пополнили три члена экипажа корабля «Союз МС-22».
Завершилась экспедиция МКС-67 29 сентября 2022 года, 07:34 UTC в момент отстыковки корабля «Союз МС-21» от станции.

## Экипаж
| Должность             | 30.03.22 — 27.04.22                  | 27.04—05.05.22                       | 05.05.22 —21.09.22                 | 21—29.09.22                        | № полёта | Дата прибытия                           | Корабль доставки | Отбытие          | Корабль отбытия  |
| --------------------- | ------------------------------------ | ------------------------------------ | ---------------------------------- | ---------------------------------- | -------- | --------------------------------------- | ---------------- | ---------------- | ---------------- |
| Бортинженер, командир | Олег Артемьев, командир с 04.05.22   | Олег Артемьев, командир с 04.05.22   | Олег Артемьев, командир с 04.05.22 | Олег Артемьев, командир с 04.05.22 | 3        | Перевод из МКС-66 (на МКС с 18.03.2022) | Союз МС-21       | 29.09.2022       | Союз МС-21       |
| Бортинженер           | Денис Матвеев                        | Денис Матвеев                        | Денис Матвеев                      | Денис Матвеев                      | 1        | Перевод из МКС-66 (на МКС с 18.03.2022) | Союз МС-21       | 29.09.2022       | Союз МС-21       |
| Бортинженер           | Сергей Корсаков                      | Сергей Корсаков                      | Сергей Корсаков                    | Сергей Корсаков                    | 1        | Перевод из МКС-66 (на МКС с 18.03.2022) | Союз МС-21       | 29.09.2022       | Союз МС-21       |
| Бортинженер           | Раджа Чари                           | Раджа Чари                           |                                    |                                    | 1        | Перевод из МКС-66 (на МКС с 11.11.2021) | SpaceX Crew-3    | 05.05.2022       | SpaceX Crew-3    |
| Командир              | Томас Маршбёрн, командир до 04.05.22 | Томас Маршбёрн, командир до 04.05.22 | 3                                  |                                    |          | Перевод из МКС-66 (на МКС с 11.11.2021) | SpaceX Crew-3    | 05.05.2022       | SpaceX Crew-3    |
| Бортинженер           | Маттиас Маурер                       | Маттиас Маурер                       | 1                                  |                                    |          | Перевод из МКС-66 (на МКС с 11.11.2021) | SpaceX Crew-3    | 05.05.2022       | SpaceX Crew-3    |
| Бортинженер           | Кейла Бэррон                         | Кейла Бэррон                         | 1                                  |                                    |          | Перевод из МКС-66 (на МКС с 11.11.2021) | SpaceX Crew-3    | 05.05.2022       | SpaceX Crew-3    |
| Бортинженер           |                                      | Челл Линдгрен                        | Челл Линдгрен                      | Челл Линдгрен                      | 2        | 27.04.2022                              | SpaceX Crew-4    | Перевод в МКС-68 | Перевод в МКС-68 |
| Бортинженер           | Роберт Хайнс                         | Роберт Хайнс                         | Роберт Хайнс                       | 1                                  |          | 27.04.2022                              | SpaceX Crew-4    | Перевод в МКС-68 | Перевод в МКС-68 |
| Бортинженер           | Саманта Кристофоретти                | Саманта Кристофоретти                | Саманта Кристофоретти              | 2                                  |          | 27.04.2022                              | SpaceX Crew-4    | Перевод в МКС-68 | Перевод в МКС-68 |
| Бортинженер           | Джессика Уоткинс                     | Джессика Уоткинс                     | Джессика Уоткинс                   | 1                                  |          | 27.04.2022                              | SpaceX Crew-4    | Перевод в МКС-68 | Перевод в МКС-68 |
| Бортинженер           |                                      |                                      |                                    | Сергей Прокопьев                   | 2        | 21.09.2022                              | Союз МС-22       | Перевод в МКС-68 | Перевод в МКС-68 |
| Бортинженер           | Дмитрий Петелин                      | 1                                    |                                    |                                    |          | 21.09.2022                              | Союз МС-22       | Перевод в МКС-68 | Перевод в МКС-68 |
| Бортинженер           | Франсиско Рубио                      | 1                                    |                                    |                                    |          | 21.09.2022                              | Союз МС-22       | Перевод в МКС-68 | Перевод в МКС-68 |

## Формирование и подготовка экипажей
19 мая 2021 года были объявлены составы экипажей МКС на 2021—2023 годы. В состав экспедиции МКС-67 утверждены космонавты Олег Артемьев, Денис Матвеев и Сергей Корсаков. Их дублерами назначены члены российского отряда космонавтов Сергей Прокопьев, Анна Кикина и Дмитрий Петелин.
В мае-июне 2021 года подготовку в Космическом центре имени Л. Джонсона прошли космонавты Анна Кикина, Денис Матвеев, Сергей Корсаков, Олег Артемьев и Антон Шкаплеров. На подготовке космонавты смогли изучить функционирование систем жизнеобеспечения, инвентаризации и связи, бортовые профилактические средства, медицинские аспекты подготовки. Помимо этого, были отработаны типовые операции на американском сегменте международной космической станции.
11 ноября 2021 года экипаж МКС-67 в составе Олега Артемьева, Дениса Матвеева, Сергей Корсакова, отработал новый механизм совместной деятельности по выполнению конкретной задачи, связанной с переносом радиатора.
14 июля 2022 года НАСА и Роскосмос подписали соглашение о перекрестных полётах, согласно которому в последующих пилотируемых полётах на МКС по доставке длительных экипажей одно место в Союзах будет доставаться американскому астронавту, а одно место в американских кораблях соответственно российскому космонавту.

## Ход полёта

### Выходы в открытый космос
- 18 апреля 2022 года,  Олег Артемьев и  Денис Матвеев из модуля «Поиск» длительностью 6 ч 37 мин[7], космонавты выполнили первый этап подготовки европейского дистанционного манипулятора ERA к эксплуатации на российском сегменте МКС.
- 28 апреля 2022 года,  Олег Артемьев и  Денис Матвеев из модуля «Поиск» длительностью 7 ч 42 мин[8], продолжение работ с европейским манипулятором ERA: космонавты смонтировали ряд поручней на манипуляторе ERA, сделали фотографии манипулятора, оттолкнули чехлы экранно-вакуумной теплоизоляции, расфиксировали блокировку механизма захвата концевых эффекторов, проконтролировали первые перемещения и перешагивания манипулятора.
- 21 июля 2022 года,  Олег Артемьев и  Саманта Кристофоретти из модуля «Поиск» длительностью 7 ч 05 мин[9], ручной запуск десяти наноспутников и продолжение работ с европейским манипулятором ERA.
- 17 августа 2022 года,  Олег Артемьев и  Денис Матвеев из модуля «Поиск» длительностью 4 ч 01 мин[10], продолжение подготовки к работе европейского дистанционного манипулятора ERA, выход завершён досрочно в связи с падением напряжения аккумуляторной батареи в скафандре «Орлан-МКС» Олега Артемьева[11].
- 2 сентября 2022 года,  Олег Артемьев и  Денис Матвеев из модуля «Поиск» длительностью 7 ч 48 мин, работы с манипулятором ERA и разворот грузовой стрелы от модуля «Заря» до модуля «Поиск»[12].

### Принятые грузовые корабли
- Boeing Orbital Flight Test 2, запуск 19.05.2022, стыковка 21.05.2022 к модулю «Гармония» (IDA-2 на PMA-2). Второй испытательный полёт корабля серии Starliner к МКС в беспилотном варианте. Первая успешная стыковка корабля серии к МКС.
- «Прогресс МС-20», запуск и стыковка 03.06.2022 к кормовому узлу модуля «Звезда»[13].
- SpaceX CRS-25, запуск 15.07.2022, стыковка 16.07.2022 к модулю «Гармония» (IDA-2 на PMA-2).

### Отстыкованные грузовые корабли
- Boeing Orbital Flight Test 2, отстыковка и приземление 25.05.2022. Успешное завершение испытательного беспилотного полёта корабля серии Starliner.
- Прогресс МС-18, отстыковка и затопление 01.06.2022.
- Cygnus CRS NG-17, отстыковка 28.06.2022, затопление 29.06.2022.
- SpaceX CRS-25, отстыковка 19.08.2022, приводнение 20.08.2022

### Экспедиция посещения
- Туристическая экспедиция посещения  SpaceX AX-1, запуск 08.04.2022, стыковка 09.04.2022 к модулю «Гармония» (IDA-3 на PMA-3), отстыковка и приводнение 25.04.2022.